# Ермачиха (приток Кишкинского Истока)
Ермачиха — река в России, протекает в Шелаболихинском районе Алтайского края. Длина реки составляет 15 км.
Начинается около дороги Р-380 между озёрами Бойково и Коростелево северо-западу от Верхнего Кучука. Течёт в общем северном направлении. Пойма реки поросла лесом. Устье реки находится в 40 км по левому берегу реки Кишкинский Исток(она же — озеро Кишкино) на территории села Селезнёво.

## Данные водного реестра
По данным государственного водного реестра России относится к Верхнеобскому бассейновому округу, водохозяйственный участок реки — Обь от города Барнаул до Новосибирского гидроузла, без реки Чумыш, речной подбассейн реки — бассейны притоков (Верхней) Оби до впадения Томи. Речной бассейн реки — (Верхняя) Обь до впадения Иртыша. Код водного объекта — 13010200512115200003841.